# Subwoolfer
Subwoolfer là một bộ đôi nghệ sĩ nhạc pop người Na Uy được thành lập vào năm 2021. Hai thành viên biểu diễn trong bộ trang phục màu vàng và lấy biệt hiệu Keith và Jim. Danh tính thực sự của họ vẫn chưa được tiết lộ công khai. Sau khi giành chiến thắng tại Melodi Grand Prix 2022, họ sẽ đại diện cho Na Uy trong Eurovision Song Contest 2022 với bài hát "Give That Wolf a Banana". Tên của bộ đôi là sự kết hợp của các từ "loa siêu trầm" và "sói".

## Lịch sử
Vào ngày 10 tháng 1 năm 2022, đài truyền hình công cộng Na Uy Norsk rikskringkasting (NRK) tiết lộ rằng Subwoolfer sẽ tranh tài tại Melodi Grand Prix 2022, giải tuyển chọn quốc gia Na Uy cho Eurovision Song Contest 2022. Sau khi được chọn vào vòng chung kết đủ điều kiện, họ đã được lên kế hoạch giới thiệu bài dự thi "Give That Wolf a Banana" trong lần thứ ba của cuộc thi vào ngày 29 tháng 1. Tuy nhiên, buổi biểu diễn đã bị hoãn lại vì họ đã có kết quả xét nghiệm dương tính với COVID-19. Họ đã biểu diễn lại bài hát trong trận chung kết vào ngày 19 tháng 2 và giành chiến thắng trong cuộc thi với 368.106 phiếu bình chọn. Với chiến thắng của mình, họ tự động được chọn để đại diện cho Na Uy trong Eurovision Song Contest 2022, được tổ chức tại Turin, Ý.
Do mặc trang phục màu vàng với mặt nạ giống sói, danh tính thực sự của bộ đôi vẫn chưa được tiết lộ. Một câu chuyện hư cấu về nguồn gốc của họ đã được xuất bản trực tuyến, nói rằng họ bắt đầu sự nghiệp của mình cách đây 4,5 tỷ năm trên mặt trăng và tự xưng là ban nhạc thành công nhất trong thiên hà. Việc giấu tên của bộ đôi đã dẫn đến một số suy đoán trên mạng xã hội về danh tính của họ. Trong số những cái tên được gán cho Keith và Jim có anh em nhà Ylvis, Gaute Ormåsen, Ben Adams, và Erik & Kriss.
Vào ngày 11 tháng 2 năm 2022, Subwoolfer phát hành phiên bản nhân dịp Ngày Valentine bài hát có tựa đề "Give That Wolf a Romantic Banana".

## Đĩa đơn

### Singles
| Tựa đề                             | Năm  | Bảng xếp hạng | Album                    |
| Tựa đề                             | Năm  | NOR           | Album                    |
| ---------------------------------- | ---- | ------------- | ------------------------ |
| "Give That Wolf a Banana"          | 2022 | 4             | Đĩa đơn không phải album |
| "Give That Wolf a Romantic Banana" | 2022 | —             | Đĩa đơn không phải album |